# クランノンの戦い
クランノンの戦い（英：Battle of Crannon）は、紀元前322年に起ったラミア戦争（紀元前323年-紀元前322年）の会戦である。この戦いはアンティパトロス率いるマケドニア軍とアテナイ中心のギリシア軍との間で戦われ、マケドニア軍の勝利に終わった。

## 背景
紀元前323年、アレクサンドロス3世の死を知ったアテナイ人はレオステネスを指導者としてマケドニアのギリシアでの覇権に対して反乱を起こすことを決定した。彼らは傭兵を募集し、アイトリア同盟などを味方に組み入れた。当初アテナイをはじめとする反乱軍（22500人、うち騎兵は500騎）は兵力においてアンティパトロス率いるマケドニア軍に対して優位に立ち、当初は有利に戦いを進めた。彼らはアンティパトロスをラミアに包囲し、追い詰められたアンティパトロスはアジアにいたマケドニアの将軍たちに援軍を要請した。
しかし、ラミア包囲中にレオステネスが頭を石で打たれて死に、アンティフィロスが後任の将軍に就任した。アンティパトロスの援軍要請に最初に応じ、歩兵20000と騎兵1400を率いてきたレオンナトスはアンティパトロスをラミアから脱出させたが、それと引き換えにギリシア騎兵との戦いで戦死した。続いてクラテロス率いるマケドニア軍（歩兵10000人、騎兵1500騎、ペルシア人弓兵・投石兵合わせて1000人）が到着し、レオンナトスの軍もあわせたマケドニア軍は重装歩兵40000人、弓兵と投石兵合わせて3000人、そして騎兵5000騎となり、兵力においてギリシア連合軍を圧倒した。クラテロスから指揮権を譲り受けたアンティパトロスは軍を率いてテッサリアに進入した。それに対し、ギリシア連合軍は緒戦での勝利のために状況を楽観視していたため、それぞれが故郷へ帰っており、兵力は十分ではなく、歩兵が25000人と騎兵が3500騎しかいなかった。ギリシア連合軍は友軍の到着を待とうとしたが、マケドニア軍が仕掛けてきたので、仕方なくそれに応じた。

## 戦い
戦いは歩兵部隊の前面に配置されたメノン率いるギリシア騎兵のマケドニア騎兵への突撃により始まった。数では劣るものの、精鋭揃いのギリシアのテッサリア騎兵はマケドニア騎兵を圧倒し、それを深追いした。双方の騎兵が戦いに没頭したのを見たアンティパトロスは歩兵のファランクスにギリシア歩兵への突撃を命令した。アンティフィロス率いるギリシア歩兵はそれに押されて防御に適した後方の丘へと後退し、何とか態勢を立て直した。しかし、退却する彼らの歩兵を見て戦意を失ったギリシア騎兵は引き返し、アンティパトロスも兵を引いた。この戦いでギリシア連合軍は500人、マケドニア軍は130人の犠牲者を出した。

## 結果
講和を申し込んだギリシア連合軍の将軍たちに対し、アンティパトロスはそれぞれの都市国家と個別でしか和約を結ばないと答え、これによって敵を分断しようとした。アンティパトロスとの講和は当初拒絶されたが、マケドニア軍がいくつかのテッサリアの諸都市を落としたことにより、多くの都市はアンティパトロスの求めに応じた。こうして反マケドニア同盟は崩壊した。無条件降伏を強いられたアテナイはアンティパトロスによって課された和約において寡頭制への交代と主戦論者の市民のトラキアへの強制移住、マケドニアの守備隊を受け入れることを強いられた。

## 註
1. ↑  ディオドロス, XVIII. 9-12
2. ↑  プルタルコス, 「フォキオン」, 24
3. ↑  ibid, 25
4. ↑  ディオドロス, XVIII. 13-17
5. ↑  ibid, XVIII. 17
6. ↑  ibid, XVIII. 17-18